# فدراسیون فوتبال وانواتو
فدراسیون فوتبال وانواتو (انگلیسی: Vanuatu Football Federation) نهاد اداره‌کننده مسابقات فوتبال و فوتسال در کشور وانواتو است.
این فدراسیون که در سال ۱۹۳۴ تأسیس شده عضو کنفدراسیون فوتبال اقیانوسیه و فیفا نیز می‌باشد و مقر آن در شهر پورت ویلا است.